# Aleksandar Kristić
Aleksandar Kristić (in serbo Александар Кристић?; Valjevo, 5 ottobre 1970) è un allenatore di calcio ed ex calciatore serbo, fino al 2003 jugoslavo e al 2006 serbo-montenegrino, di ruolo difensore.

## Carriera

### Giocatore

#### Club
Nella sua carriera ha giocato in patria con la Stella Rossa (con cui ha vinto l'ultimo campionato jugoslavo nel 1992), OFK Belgrado, FK Zemun e FK Belgrado, in Svezia con il Degefors, in Grecia con l'Ethnikos Asteras e in Italia con la Salernitana, con cui ha disputato 2 partite e segnato un gol in Serie A, all'esordio, contro il Bologna, dopo soli 20" dal suo ingresso in campo. L'altra e ultima partita dell'esperienza italiana di Kristic sarà quella fatale contro il Piacenza, all'ultima giornata di campionato, dove il serbo verrà fatto entrare negli ultimi scampoli di partita dal tecnico Francesco Oddo, schierandolo come attaccante aggiunto e reclamando anche un rigore al 4' di recupero, ma per i campani sarà retrocessione in Serie B.
Dopo quest'annata, viene messo fuori rosa dal nuovo mister Luigi Cagni ma onorerà comunque il contratto triennale firmato con la Salernitana, non allenandosi e tenendosi per un periodo fuori dal calcio. Tornerà dunque in Serbia, all'OFK Belgrado e qui, a 31 anni, concluderà definitivamente la propria carriera.

#### Nazionale
Ha collezionato una sola presenza con la nazionale jugoslava, disputando una partita amichevole contro l'Argentina il 25 febbraio 1998.

### Allenatore
Nell'agosto 2008 era stato incaricato come assistente allenatore della Stella Rossa Belgrado dall'allora tecnico Zdeněk Zeman.

## Statistiche

### Cronologia presenze e reti in nazionale
| Cronologia completa delle presenze e delle reti in nazionale ― Jugoslavia | Cronologia completa delle presenze e delle reti in nazionale ― Jugoslavia | Cronologia completa delle presenze e delle reti in nazionale ― Jugoslavia | Cronologia completa delle presenze e delle reti in nazionale ― Jugoslavia | Cronologia completa delle presenze e delle reti in nazionale ― Jugoslavia | Cronologia completa delle presenze e delle reti in nazionale ― Jugoslavia | Cronologia completa delle presenze e delle reti in nazionale ― Jugoslavia | Cronologia completa delle presenze e delle reti in nazionale ― Jugoslavia |
| Data                                                                      | Città                                                                     | In casa                                                                   | Risultato                                                                 | Ospiti                                                                    | Competizione                                                              | Reti                                                                      | Note                                                                      |
| ------------------------------------------------------------------------- | ------------------------------------------------------------------------- | ------------------------------------------------------------------------- | ------------------------------------------------------------------------- | ------------------------------------------------------------------------- | ------------------------------------------------------------------------- | ------------------------------------------------------------------------- | ------------------------------------------------------------------------- |
| 24-2-1998                                                                 | Mar del Plata                                                             | Argentina                                                                 | 3 – 1                                                                     | Jugoslavia                                                                | Amichevole                                                                | -                                                                         |                                                                           |
| Totale                                                                    |                                                                           | Presenze                                                                  | 1                                                                         |                                                                           | Reti                                                                      | 0                                                                         |                                                                           |